# لواء راست آلشا
لواء راست آلشا (به مغولی: ᠠᠯᠠᠱᠠ ᠪᠠᠷᠠᠭᠤᠨ ᠬᠣᠰᠢᠭᠤ، به لاتین: Alaša Baraɣun qosiɣu)(به چینی: 阿拉善右旗، به پین‌یین: Ālāshàn Yòu Qí) یک واحد تقسیماتی در جمهوری خلق چین است که در مغولستان داخلی، آیماق آلشا واقع شده‌است.